# WikkaWiki
WikkaWiki – oprogramowanie typu Wiki. W całości napisane w PHP, jako bazę danych do przechowywania stron wykorzystuje MySQL. WikkaWiki jest forkiem Wakka Wiki, w którym zostało dodanych wiele nowych funkcji. Jest ono zaprojektowane, by zapewnić dużą szybkość działania, rozszerzalność kodu i bezpieczeństwo. Oprogramowanie jest dystrybuowane na zasadach GPL.

## Funkcje
- Obsługa wielu typów elementów zagnieżdżonych:
  - obrazki;
  - Flash;
  - dane tabelaryczne;
  - kod HTML;
  - RSS feed;
  - ramki zagnieżdżone i-frames;
  - mindmap.

- Zaawansowana (ale opcjonalna) kontrola dostępu do danych, z rejestracją użytkowników, zarządzeniem hasłami i profilami użytkowników.

- Zaawansowane podświetlanie kodu z użyciem GeSHi:
  - obsługa składni 68 języków programowania i opisu elementów;
  - łatwe dostosowywanie wyglądu ostatecznego;
  - (opcjonalne) numerowanie linii;
  - aktywny znacznik do oficjalnej dokumentacji;
  - ściąganie w locie zagnieżdżonych bloków kodu.

- kod XHTML 1.0 transitional oraz CSS zgodny z wytycznymi W3C;
- zdefiniowane style CSS do podglądu do druku.
- funkcja SmartTitle generująca przyjazne dla człowieka i wyszukiwarek tytuły.
- oparty na interfejsie webowym instalator umożliwiający instalację lub aktualizację z WakkaWiki.
- Obszerne repozytorium wtyczek.